# Caldwell (Idaho)
Pour les articles homonymes, voir Caldwell.
La ville américaine de Caldwell est le siège du comté de Canyon, dans l'Idaho.

## Démographie
| 1890 | 1900 | 1910  | 1920  | 1930  | 1940  |
| ---- | ---- | ----- | ----- | ----- | ----- |
| 779  | 997  | 3 543 | 5 106 | 4 974 | 7 272 |

| 1950   | 1960   | 1970   | 1980   | 1990   | 2000   |
| ------ | ------ | ------ | ------ | ------ | ------ |
| 10 487 | 12 230 | 14 219 | 17 699 | 18 400 | 25 967 |

| 2010   | - | - | - | - | - |
| ------ | - | - | - | - | - |
| 46 237 | - | - | - | - | - |

Sa population est de 46 237 habitants au recensement de 2010.

## Personnalités liées à la ville
- Clement Leroy Otter, homme politique, est né à Caldwell ;
- Renée Tenison, mannequin et actrice, est née à Caldwell.

## Source
- (en) Cet article est partiellement ou en totalité issu de l’article de Wikipédia en anglais intitulé « Caldwell, Idaho » (voir la liste des auteurs).